# Climocella kenepuruensis
Climocella kenepuruensis är en snäckart som först beskrevs av Suter 1909.  Climocella kenepuruensis ingår i släktet Climocella och familjen Charopidae. Inga underarter finns listade i Catalogue of Life.